# Wapen van Beilen

Wapen van Beilen

Het wapen van Beilen werd op 2 oktober 1934 door de Hoge Raad van Adel aan de Nederlandse gemeente Beilen toegekend. Het wapen is niet gebaseerd op historische feiten. Wel betreft het een sprekend wapen, het ontwerp is van Gerlof Bontekoe. Dit wapen heeft tot 1998 dienstgedaan. In dat jaar ging de gemeente Beilen op in de gemeente Middenveld (na 2000 Midden-Drenthe geheten).

## Geschiedenis
Het wapen van Beilen werd in 1932 ontworpen door de toenmalige gemeenteraad. Het wapen zou bestaan uit twee bijlen in een boomstronk. Het schild zou gehouden worden door twee beren. Hiermee zou het een sprekend wapen zijn voor de oude naam Bijl-loo. Dat zoveel betekent als "een open plek gehakt met bijlen".
Uiteindelijk heeft de Hoge Raad van Adel een vereenvoudigd wapen toegekend bestaande uit twee bijlen op een schild. het schild werd gehouden door twee schildhouders: een wildeman en een geestelijke. De wildeman symboliseert de oude godsdiensten uit de tijd van voor het christendom, in het Looveen zijn offerbijlen en tempelresten gevonden. De wildeman houdt ook een bijl in plaats van een knots of knuppel vast. De geestelijke staat symbool voor de hedendaagse kerk. De witte valk staat symbool voor de witte valk die de kerk van Beilen elk jaar af moest staan aan de kerk van Steenwijk. 

## Blazoen
Het wapen van Beilen had de volgende blazoenering:
In sinopel 2 van elkander afgewende bijlen van zilver, gesteeld van goud. Het schild gedekt met een gouden kroon van 3 bladeren en 2 paarlen. Schildhouders: ter rechterzijde een wildeman, omkranst en omgord met loof, in de vrije hand over den schouder dragende een voor den eeredienst bestemde steenen bijl met houten steel, alles van natuurlijke kleur; ter linkerzijde een geestelijke, van natuurlijke kleur, gekleed in een gewaad van sabel, dragende op de vrije hand een witten valk van natuurlijke kleur.
Het schild is groen van kleur met daarop twee van elkaar afgewende bijlen. De bijlen zijn van zilver terwijl de stelen van goud zijn. Aan de rechterkant (voor de kijker links) staat een wildeman, deze heeft een gordel en krans van bladeren. Met zijn linkerhand houdt hij het schild vast en met zijn rechterhand houdt hij een voor erediensten bestemde stenen bijl vast. Aan de linkerzijde van het schild staat een geestelijke in zwart gewaad. Hij houdt een witte valk vast. Alles is van natuurlijke kleur. Het schild wordt gedekt door een gouden gravenkroon van drie bladeren met daartussen twee parels. 